# Andreas Augustsson
Andreas Augustsson (* 26. November 1976 in Häljarp) ist ein schwedischer ehemaliger Fußballspieler. Der Innenverteidiger, der im Laufe seiner bisherigen Karriere in den Niederlanden, Norwegen, Dänemark und seinem Heimatland unter Vertrag stand, gewann mit IF Elfsborg zweimal den schwedischen Meistertitel.

## Werdegang
Augustsson spielte in der Jugend bei Malmö FF und Helsingborgs IF. Von dort wechselte er 1995 zu Twente Enschede in die Niederlande, wo ihm der Durchbruch nicht gelang. In seiner Zeit in den Niederlanden kam er lediglich zu drei Ligaeinsätzen für die Profimannschaft.
1998 zog es Augustsson zurück nach Nordeuropa und er heuerte beim norwegischen Klub Raufoss IL in der zweitklassigen 1. divisjon an. Nach zwei Spielzeiten wechselte er zu Vålerenga IF in die Tippeligaen, wo er sich jedoch nicht langfristig durchsetzen konnte. 2003 kehrte der Abwehrspieler daher in die zweite Liga zurück und unterschrieb einen Vertrag bei Sandefjord Fotball. Nachdem er mehrmals nur knapp mit dem Klub den Aufstieg in die Tippeligaen verpasst hatte, verließ er nach Ende der Spielzeit 2005 den Verein.
Neuer Arbeitgeber Augustssons wurde IF Elfsborg. Beim schwedischen Traditionsverein etablierte er sich auf Anhieb als Stammspieler in der Abwehr und trug mit drei Toren in 26 Saisonspielen zum Gewinn des Lennart-Johansson-Pokals für den schwedischen Meister bei. Nach drei Spielzeiten in der Allsvenskan für den Klub verließ er erneut Schweden und ging zum dänischen Klub AC Horsens in die Superliga, wo er einen bis Sommer 2011 gültigen Vertrag unterschrieb.
Im Januar 2011 kehrte Augustsson ein halbes Jahr vor Vertragsende nach Schweden zurück und schloss sich abermals IF Elfsborg an. In seinem ersten Jahr noch Stammspieler, stand er in der Spielzeit 2012 unter dem neu verpflichteten Trainer Jörgen Lennartsson nur noch in zehn seiner 17 Ligaeinsätze in der Startformation. An der Seite von Daniel Mobaeck, Anders Svensson, Oscar Hiljemark und Stefan Ishizaki gewann er dennoch zum zweiten Mal den Lennart-Johansson-Pokal.
Nach Saisonende verließ Augustsson den amtierenden schwedischen Meister und wechselte zum Absteiger GAIS. Beim Göteborger Klub, wo er einen Zwei-Jahres-Vertrag unterzeichnete, soll er gemeinsam mit den parallel verpflichteten Joel Johansson, Mohammed Abdulrahman, Hampus Andersson und Marcus Jakobsson zum Neuanfang beitragen. Ende 2014 beendete er bei diesem Verein seine Karriere.